# Christian Saceanu
Christian Saceanu (* 8. Juli 1968 in Klausenburg, Rumänien) ist ein ehemaliger deutscher Tennisspieler.

## Karriere
Christian Saceanu, Sohn des Neurochirurgie-Professors Alexander Saceanu und der deutschstämmigen Krankenschwester Ana-Cornelia, übersiedelte mit seiner Familie 1984 nach Deutschland. Vier Monate nach seiner Ankunft in Deutschland wurde er eingebürgert. Saceanu hat einen Bruder.
Er wurde im Jahr 1986 Tennisprofi. Im selben Jahr gewann er den Deutschen Meistertitel der Junioren im Einzel. Günther Bosch, der Trainer Boris Beckers, war ab Mai 1987 Trainer des in Neuss residierenden Tennisprofis. In diesem Jahr siegte Saceanu jeweils beim Challenger-Turnier in Graz und Valkenswaard. 1988 stieß er bis ins Achtelfinale der Australian Open vor und gewann zudem das Grand-Prix-Turnier in Bristol. Der zweite Grand-Prix-Turniersieg seiner Karriere im Einzel gelang ihm 1991 in Rosmalen. Einen Achtelfinaleinzug bei einem Grand-Slam-Turnier konnte er 1992 in Wimbledon wiederholen. Seine höchste Karriere-Platzierung in der Tennisweltrangliste im Einzel erreichte Saceanu am 7. März 1988 mit dem 60. Platz. In der Doppel-Wertung war er am 16. Oktober 1989 auf Rang 111 gelistet.
Im Verein spielte Saceanu unter anderem 1987 für den TC Blau-Weiss Neuss und für die DTG Blau-Weiss Dinslaken, mit der er 1996 in die Tennis-Bundesliga aufstieg.

## Erfolge
| Legende                       |
| Grand Slam                    |
| Tennis Masters Cup            |
| ATP Masters Series            |
| ATP International Series Gold |
| ATP International Series (2)  |
| ATP Challenger Series (14)    |

| ATP-Titel nach Belag |
| Hartplatz (0)        |
| Sand (0)             |
| Rasen (2)            |
| Teppich (0)          |

### Einzel

#### Turniersiege

##### ATP Tour
| Nr. | Datum         | Turnier  | Belag | Finalgegner      | Ergebnis      |
| --- | ------------- | -------- | ----- | ---------------- | ------------- |
| 1.  | 19. Juni 1988 | Bristol  | Rasen | Ramesh Krishnan  | 6:4, 2:6, 6:2 |
| 2.  | 16. Juni 1991 | Rosmalen | Rasen | Michiel Schapers | 6:1, 3:6, 7:5 |

##### Challenger Tour
| Nr. | Datum             | Turnier      | Belag         | Finalgegner      | Ergebnis      |
| --- | ----------------- | ------------ | ------------- | ---------------- | ------------- |
| 1.  | 12. April 1987    | Graz         | Hartplatz (i) | Mark Woodforde   | 5:7, 6:3, 6:4 |
| 2.  | 22. November 1987 | Valkenswaard | Teppich (i)   | Menno Oosting    | 2:6, 6:4, 6:4 |
| 3.  | 18. Februar 1990  | Croydon      | Teppich (i)   | Udo Riglewski    | 6:3, 6:0      |
| 4.  | 22. Juli 1990     | Bristol      | Rasen         | Arnaud Boetsch   | 6:3, 6:7, 6:3 |
| 5.  | 23. Dezember 1990 | Hongkong     | Hartplatz     | Felix Barrientos | 6:4, 6:1      |

#### Finalteilnahmen
| Nr. | Datum         | Turnier    | Belag     | Finalgegner | Ergebnis      |
| --- | ------------- | ---------- | --------- | ----------- | ------------- |
| 1.  | 19. Juli 1987 | Livingston | Hartplatz | Johan Kriek | 6:7, 6:3, 2:6 |

### Doppel

#### Turniersiege
| Nr. | Datum              | Turnier       | Belag         | Partner        | Finalgegner                        | Ergebnis      |
| --- | ------------------ | ------------- | ------------- | -------------- | ---------------------------------- | ------------- |
| 1.  | 14. September 1986 | Thessaloniki  | Hartplatz     | Jaromir Becka  | Alex Antonitsch Brian Levine       | 6:3, 6:1, 7:6 |
| 2.  | 7. Juni 1987       | Montabaur     | Sand          | Axel Hornung   | Jorge Lozano Agustín Moreno        | 6:3, 6:4      |
| 3.  | 18. Oktober 1992   | Cherbourg     | Hartplatz (i) | Kent Kinnear   | Joost Winnink Tomáš Anzari         | 6:1, 6:4      |
| 4.  | 13. Dezember 1992  | Guangzhou     | Hartplatz     | Kent Kinnear   | Richard Matuszewski John Sullivan  | 6:7, 6:3, 6:4 |
| 5.  | 9. Mai 1993        | Jerusalem (1) | Hartplatz     | Gilad Bloom    | Danilo Marcelino Fernando Meligeni | 4:6, 6:4, 7:6 |
| 6.  | 18. Juli 1993      | Aptos         | Hartplatz     | Gilad Bloom    | Cristiano Caratti Grant Doyle      | 7:5, 6:3      |
| 7.  | 14. Mai 1995       | Jerusalem (2) | Hartplatz     | Dirk Dier      | Lionel Barthez Patrick Baur        | 7:6, 7:6      |
| 8.  | 10. September 1995 | Azoren (1)    | Hartplatz     | Tim Henman     | Nuno Marques Chris Wilkinson       | 6:2, 6:2      |
| 9.  | 8. September 1996  | Azoren (2)    | Hartplatz     | Marcus Hilpert | Jamie Delgado Charlie Singer       | 6:7, 6:2, 6:4 |